# Adargunchi, Hubli
Adargunchi là một làng thuộc tehsil Hubli, huyện Dharwad, bang Karnataka, Ấn Độ.